# Asplenium dubiosum
Asplenium dubiosum là một loài dương xỉ trong họ Aspleniaceae. Loài này được Davenp. mô tả khoa học đầu tiên năm 1891.
Danh pháp khoa học của loài này chưa được làm sáng tỏ. 

## Hình ảnh

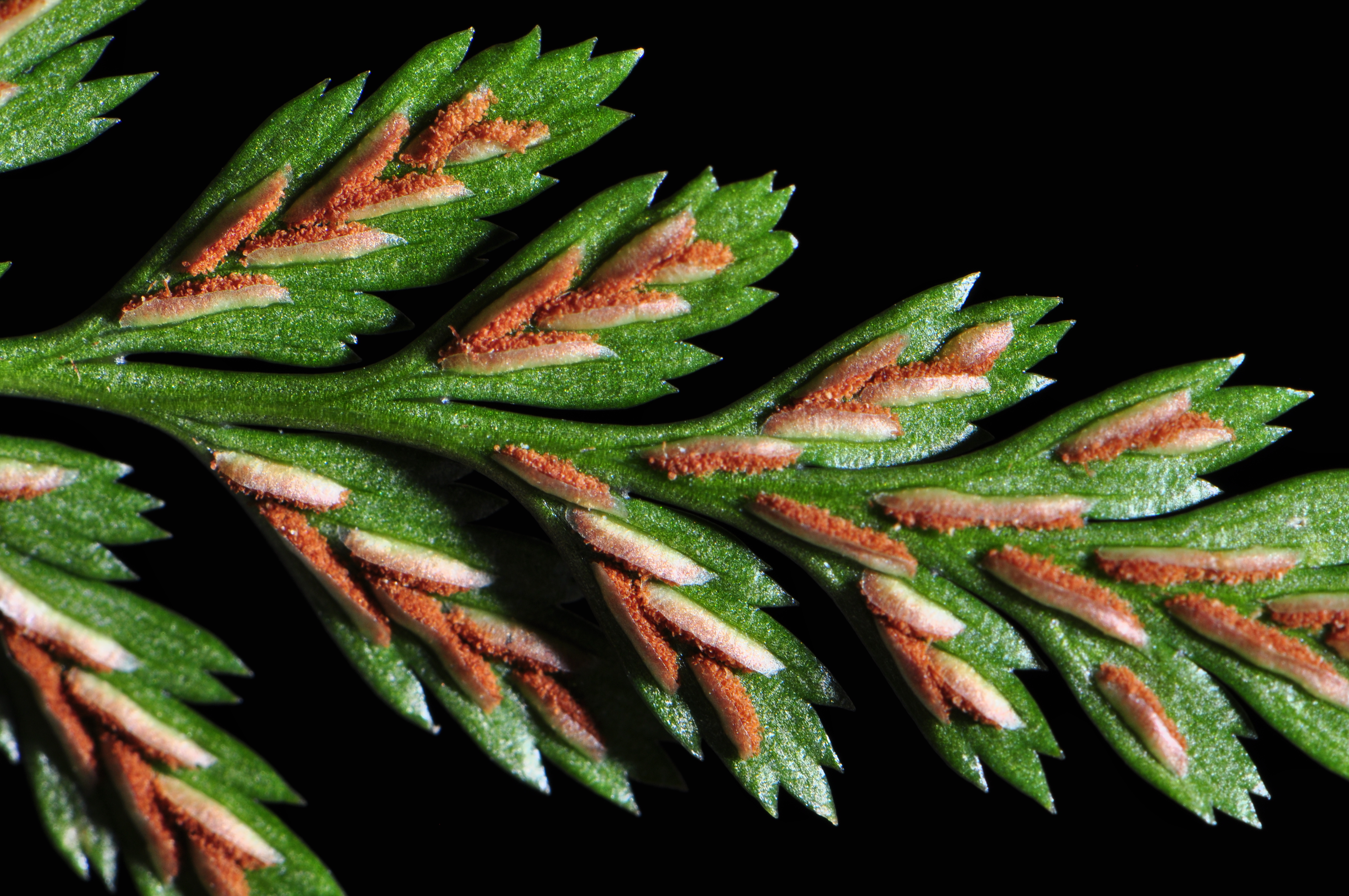